# Tarjei Bø
Tarjei Bø, född den 29 juli 1988 i skidorten Stryn, är en norsk före detta skidskytt som tävlat i världscupen sedan 2009. 
Bøs genombrott kom vid världscupstävlingarna i slovenska Pokljuka 2010 där han blev fyra i sprintloppet. Han var framgångsrik som junior med fem individuella medaljer vid tre junior-VM mellan åren 2006 och 2009.
Vid OS i Vancouver 2010 vann Bø ett stafettguld över 4 x 7,5 km. Han tog sin första individuella världscupvinst i sprintloppet över 10 km i Hochfilzen den 10 december 2010 och vann även jaktstarten dagen därpå.
Under VM 2011 i Chanty-Mansijsk tog Bø ett guld i mixstafett tillsammans med övriga laget. Några dagar därpå tog han ett individuellt VM-guld i distans över 20 km. Han vann även sprinttävlingen den 7 januari 2011 i Oberhof.
Säsongen 2010/2011 vann Bø både totala världscupen, sprintcupen och jaktstartscupen.
Under VM 2012 tog Bø guld tillsammans med laget i stafetten. 
Bø var med och tog en guldmedalj på både mixstafetten och stafetten under VM 2013. Han tog sitt andra individuella VM-guld i karriären under samma mästerskap när han vann masstarten.
Under sina första fyra år som senior har han alltså lyckats ta åtta mästerskapsguld.
Tarjei Bø är bror till skidskytten Johannes Thingnes Bø.
Tarjei Bø och brodern 
Johannes Thingnes Bø avslutade sina karriärer den 23 mars 2025.

## Världscupsegrar
Not: VM-tävlingar ingår också i världscupen

### Individuellt (12)
| Datum            | Plats                | Land      | Disciplin     |
| ---------------- | -------------------- | --------- | ------------- |
| 10 december 2010 | Hochfilzen           | Österrike | Sprint        |
| 11 december 2010 | Hochfilzen           | Österrike | Jaktstart     |
| 7 januari 2011   | Oberhof              | Tyskland  | Sprint        |
| 9 januari 2011   | Oberhof              | Tyskland  | Masstart      |
| 8 mars 2011      | Chanty-Mansijsk      | Ryssland  | Distans (VM)  |
| 15 december 2011 | Hochfilzen           | Österrike | Sprint        |
| 17 februari 2013 | Nové Město na Moravě | Tjeckien  | Masstart (VM) |
| 28 februari 2013 | Oslo                 | Norge     | Sprint        |
| 2 december 2017  | Östersund            | Sverige   | Sprint        |
| 3 december 2020  | Kontiolax            | Finland   | Sprint        |
| 17 januari 2021  | Oberhof              | Tyskland  | Masstart      |
| 7 mars 2021      | Nové Město na Moravě | Tjeckien  | Jaktstart     |